# Verkehrsopferhilfe
Die Verkehrsopferhilfe (VOH) ist ein eingetragener Verein der deutschen Kfz-Haftpflichtversicherer. Er hilft Verkehrsopfern als Garantiefonds bei Unfällen, bei denen keine andere Versicherung den Schaden zahlt.

## Geschichte
Der 1955 zunächst als Fahrerfluchtfonds gegründete Verein gewährt Verkehrsopfern Entschädigungsleistungen für Sach- und Personenschäden, wenn der Schädiger z. B. wegen Fahrerflucht nicht auszumachen ist oder das Fahrzeug als Tatwaffe genutzt wurde. Seit 1963 besteht die Verkehrsopferhilfe e. V. mit Sitz in Berlin. Ab 1966 können alle wirtschaftlichen Schäden, die durch unversicherte KFZ entstanden sind, gemeldet werden. Die Verkehrsopferhilfe definiert sich als Einrichtung, welche die verbliebenen wirtschaftlichen Lücken in der obligatorischen Kfz-Haftpflichtversicherung schließt. Daraus resultieren Einschränkungen in der Leistungspflicht. Außerdem haftet der Verein nur subsidiär.

## Wahrnehmung gesetzlicher Aufgaben
Dem rechtsfähigen Verein Verkehrshilfe e. V. wurde ab dem 1. Januar 1966 die Stellung des gesetzlichen Entschädigungsfonds für Schäden aus Kraftfahrzeugunfällen (Entschädigungsfonds) zugewiesen. Zudem werden von ihm seit dem 1. Januar 2003 die Aufgaben und Befugnisse der gesetzlichen Entschädigungsstelle für Schäden aus Auslandsunfällen (Entschädigungsstelle) wahrgenommen.  Die Rollen des Entschädigungsfonds und der Entschädigungsstelle sind im Gesetz über die Pflichtversicherung für Kraftfahrzeughalter geregelt.

## Sonstiges
Geschäftsführerin der Verkehrsopferhilfe ist seit dem 1. Juli 2015 Sandra Schwarz.